# Совет обороны Французской империи
Совет обороны Империи — орган Свободной Франции, который занимал пост правительства с 1940 по 1941 год.
Затем эту роль взял на себя Французский Национальный комитет.

## Формализация существования и легитимности Свободной Франции
26 июня 1940 года, через 4 дня после того, как правительство Петена обратилось с просьбой о перемирии, генерал де Голль подал британскому правительству меморандум, который формализовал соглашение, достигнутое с Черчиллем ещё 28 июня, которое позволило Свободной Франции быть признанной британским правительством в качестве полноправной французской власти : генерал де Голль в то время был для британского правительства «лидером французов, продолжающих войну». Этот меморандум завершится соглашением 7 августа, но уже 26 июня предусматривает создание французского комитета или совета и его полномочия.
Соглашение от 7 августа, как сказал ДЕЗ Чекерс, дает генералу де Голлю полную независимость и средства для правительства в изгнании. Британское правительство считает, что он вступает в силу с 11 июля 1940 года, дня принятия маршалом Петеном всех полномочий, что юридически знаменует конец Республики на национальной территории. Этим британское правительство хочет показать, что признает формирующуюся свободную Францию законным преемником только что умершей Республики, союзником Великобритании в войне. Кроме того, он обязался восстановить после войны всю территорию Франции и " величие Франции ".
Официальное признание Совета обороны империи правительством в изгнании Соединенным Королевством произошло 6 января 1941 года; признание Советским Союзом путем обмена письмами было опубликовано в декабре 1941.

## Территориальная основа
Таким образом, генерал де Голль, по его мнению, обеспечивает преемственность верховенства закона и национальной обороны от сил Оси. Это стало возможным благодаря его легитимности, вытекающей из его акта от 18 июня, а также благодаря быстрому объединению французских воинских частей и территорий, желающих продолжить борьбу (с 22 июня за франко-британскую территорию Новые Гебриды).
Таким образом, Свободная Франция сохранила большую часть своей территориальной базы во французской колониальной империи благодаря объединению различных колоний : первыми сплотились французские поселения в Индии, за ними последовала большая часть территорий Французской Экваториальной Африки., за которым следует кондоминиум новых Гебридских островов, французские поселения в Индии и другие. Французские поселения в Океании и Новой Каледонии. Феликс Эбуэ, губернатор чада, объявил о своем объединении 26 августа. Он быстро получил поддержку Эдгар де Лармина, Пьера Кенига и Филиппа Леклерка. К концу лета большая часть Французской Экваториальной Африки поддержала свободную Францию.

## Правительство Свободной Франции
27 октября 1940 года генерал де Голль может посредством Манифеста Браззавиля объявить из столицы Французской Экваториальной Африки о создании Совета обороны империи в качестве директивного органа Свободной Франции.
В постановлениях от 27 октября 1940 г. де Голль определил полномочия Совета империи, в том числе: внешнюю и внутреннюю безопасность, экономическую деятельность, переговоры с иностранными державами (статья 2), а также "создание органов, которые будут осуществлять полномочия юрисдикций, обычно возлагаемых на Совет государства и в кассационном суде" (ст. 4). Однако право принятия решений принадлежит лидеру Свободной Франции (статья 3), при этом совет играет только консультативную роль. Министерские полномочия осуществляются «директорами служб, назначаемыми лидером Свободной Франции». Это придает Совету обороны империи характер органа консультаций и представительства на присоединившихся к нему территориях. Административная конференция Свободной Франции, учрежденная декретом от 29 января 1941 года, является органом управления, объединяющим директоров служб и членов Совета обороны империи.

## Состав
- генерал Жорж Катру
- вице-адмирал Эмиль Мюзелье
- генерал Эдгард де Ларминат
- губернатор Феликс взъерошенный
- губернатор Анри Сото
- полковник Филипп Леклерк
- генеральный врач Адольф Сисе
- постоянный секретарь Рене Кассен
- капитан корабля Жорж Тьерри Д’Аржанлье

Члены совета были выбраны Шарлем де Голлем, потому что они " уже осуществляют свою власть на французских землях или символизируют высшие интеллектуальные и моральные ценности нации " (Браззавильский Манифест).